# ولفگانگ هاریش
ولفگانگ هاریش (انگلیسی: Wolfgang Harich؛ ۳ دسامبر ۱۹۲۳ – ۱۵ مارس ۱۹۹۵) نویسنده اهل آلمان شرقی بود. او یک مارکسیست و از منتقدان حکومت کمونیستی آلمان شرقی بود.
وی همچنین برندهٔ جوایزی همچون جایزه هاینریش مان شده‌است.